# В'язове (Конотопський район)
В'язове́ — село в Україні, у Дубов'язівській селищній громаді Конотопського району Сумської області. Населення становить 595 осіб.

## Географія
Село В'язове знаходиться на лівому березі річки Єзуч, вище за течією на відстані 2 км розташоване село Дубинка, нижче за течією на відстані 1 км розташоване село Жигайлівка (Джигаївка), на протилежному березі — села Совинка і Червоний Яр. Село розташоване за 15 км від райцентру. По селу протікає пересихаючий струмок з загатами. Уздовж річки проведено кілька іригаційних каналів. Поруч проходять автомобільна дорога Т 1910 і залізниця, станції Дубов'язівка та В'язове.

## Назва
Існує кілька легенд походження його назви. Одна з них говорить про те, що в ті далекі часи, коли почали «заново» заселяти наш край, перші жителі прийшли із заходу та півночі України. Місцевість була рівнинна та порізана балками і ярами, але дуже мало було дерев. І вирішили вони посадити тут дерева, які вже знали (дуб, липу, сосну), і одне невідоме дерево, що подарували їм чумаки, коли проїжджали валками по об'їзній дорозі.
Минав час, багато саджанців не прижилося, тільки деревце, подароване чумаками, добре прижилося. Навкруг дерева проростали паростки, і люди відразу ж їх розсаджували. Пройшов час, і село стало потопати в зелені. Проїздили якось знову чумаки через це село, і люди запитали в них: як же зветься те дерево, що прижилося в них? Один із старих чумаків пригадав, що дерево зветься в'яз. І на честь цього дерева, що дало людям тепло взимку і тінь у спеку, назвали вони своє село В'язове. Друга стверджує, що розташоване воно на березі річки, де було в'язке, топке болото.
За третьою легендою назва села пішла від прізвища місцевого пана В'язовченка. Ще одна версія пов'язана з тим, що в XVII столітті з Конотопа сюди вивозили в'язнів і поселяли у цьому краї.

## Населення

### Мова
Розподіл населення за рідною мовою за даними перепису 2001 року:
| Мова       | Кількість | Відсоток |
| ---------- | --------- | -------- |
| українська | 974       | 98.58%   |
| російська  | 14        | 1.42%    |
| Усього     | 988       | 100%     |

## Історія
У другій половині XVII століття на березі річки Єзуч виникло поселення. З півночі місцевість захищала річка Єзуч, з півдня, заходу і сходу — глибокі яри (у наш час ці яри пересипані дамбами і створені штучні ставки).
Перша школа в селі В'язовому була відкрита в 1897 році
За даними на 1862 рік у власницькому селі Путивльського повіту Курської губернії мешкало 1977 осіб (984 чоловіки та 993 жінки), налічувалось 220 дворових господарств, існувала православна церква.
Станом на 1880 рік у колишньому власницькому селі, центрі Бочечанської волості, мешкало 2048 осіб, налічувалось 307 дворових господарств, існувала православна церква та цегельний завод.
Село постраждало внаслідок геноциду українського народу, проведеного окупаційним урядом СССР 1932—1933 — померло не менше 14 людей — та 1946–1947 роках.

## Сьогодення
На території сільради здійснюють діяльність: В'язівська сільська рада, сільськогосподарські підприємства «ЗАТ Міжрайонагропостач», ТОВ «Червоний яр», ТОВ «Колос-К»', релігійна громада УПЦ. МП, фельдшерсько-акушерський пункт, загальноосвітня школа І-III ст., сільський Будинок культури та бібліотека, приватні крамниці та поштове відділення.

## Пам'ятки

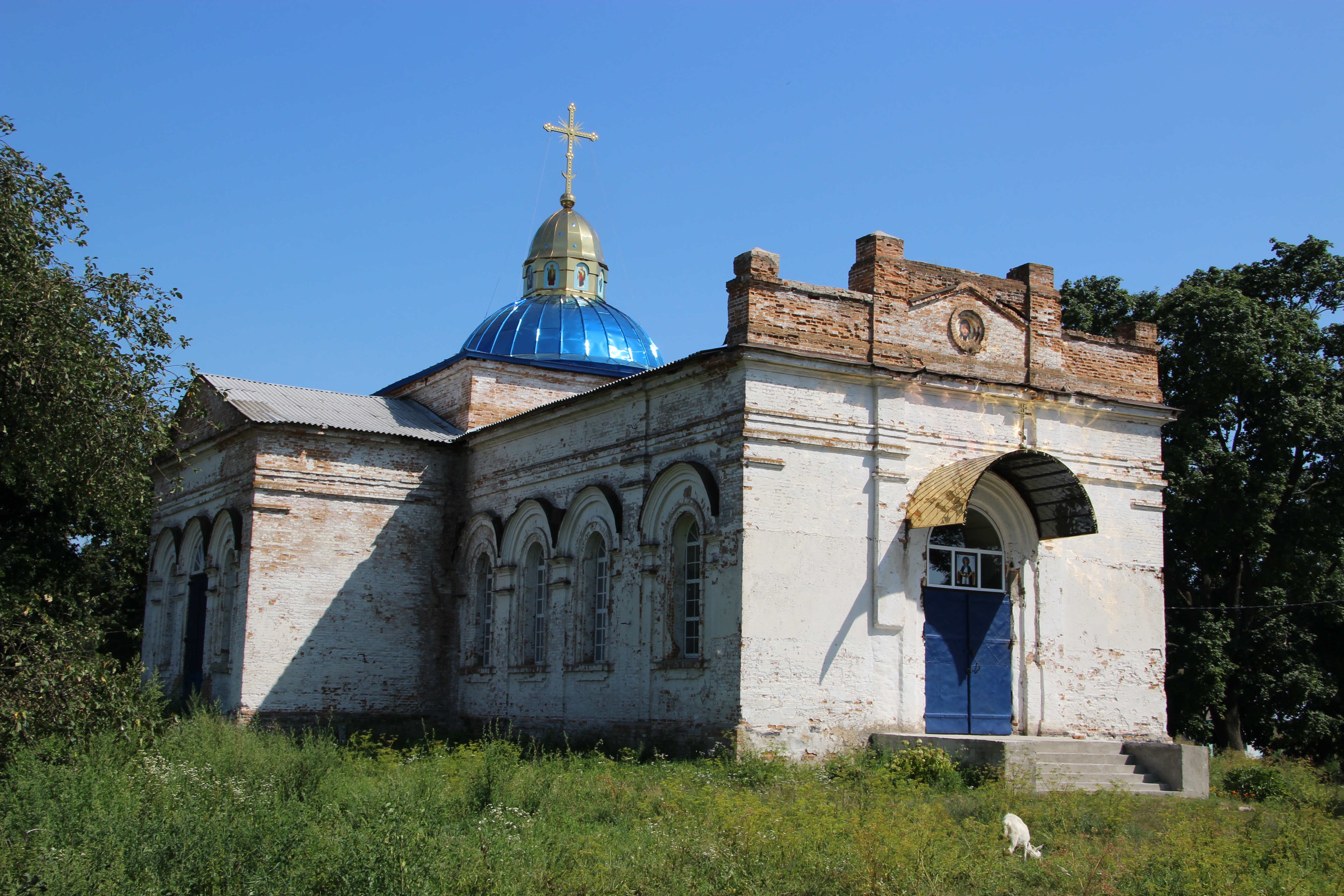
Покровська церква

- У центрі В'язового стоїть старовинний пам'ятник — церква, яку почали будувати 1859 року на місці старої дерев'яної. Щоб міцніша була будівля, у вапно додавали яйця. Храм будувався довго — 16 років. 1878 року церква почала діяти. Храм Покрови Божої Матері збудували у вигляді хреста з куполом і дзвіницею. На жаль, первинний вигляд церкви не зберігся.
- Алея казок - вирізблені фігурки казкових героїв з дерева, які є доповненням музейного світу графіки та живопису видатного земляка Миколи Стороженка, який проілюстрував багато казок.[6]

## Відомі люди
В селі народилися:
- Воронін Віталій Олегович — український військовик, учасник російсько-української війни[7].
- Діброва Григорій Володимирович — краєзнавець Сумщини, член Спілки журналістів України, голова Роменської міськрайонної організації Всеукраїнського товариства «Просвіта» імені Тараса Шевченка.
- Катрошенко Олександр Миколайович (17.04.1982 – 10.09.2024) — український військовослужбовець, учасник російсько-української війни.
- Стороженко Микола Андрійович — народний художник України, живописець, графік, дійсний член-кореспондент Академії мистецтв України, професор Академії образотворчого мистецтва і архітектури.

У В'язівській школі навчалися:
- Стороженко Микола Андрійович — український художник та педагог, лавреат Державної премії імені Тараса Шевченка.
- Стороженко Василь Андрійович — радник юстиції в Генеральній прокуратурі України.
- Кучеренко Валерій Васильович — кандидат технічних наук, викладач Харківського політехнічного інституту.
- Скринник Михайло Антонович — кандидат філософських наук.
- Андрос Євгеній Іванович (1950—2019) — кандидат філософських наук, завідувач відділу філософської антропології Інституту філософії імені Г. С. Сковороди НАН України, батько письменника та еко-активіста Андроса Олега Євгенійовича, психолога Андроса Мирослава Євгенійовича.
- Білецька Ірина Вікторівна — заслужений працівник охорони здоров'я.
- Тищенко Григорій Дмитрович — фізик, доктор технічних наук.
- Книш Микола Петрович — директор Ленінградського (нині Санкт — Петербуржського) машинобудівного заводу.[8]

У В'язовому проживав Басалик Володимир Петрович — український військовик, учасник російсько-української війни.